# Bomba do Google
Google bomb (Bomba do Google ou Bombardeio Google) é um fenômeno caracterizado por tentativas de influenciar a classificação de uma determinada página ou site nos resultados retornados pelo Google, normalmente com intenções humorísticas ou políticas. Devido ao sistema utilizado pelo Google para criar o algoritmo de PageRank, uma página terá uma classificação melhor à medida que o website que dá acesso a tal página use melhores termos de referência. Uma bomba é criada caso haja um grande número de sites apontando para estes locais. O termo "bombardeamento Google" foi adicionado em maio de 2005 ao New Oxford American Dictionary.
O bombardeamento é usado para fins não comerciais. Spamdexing é a prática de fazer modificações no código fonte de forma a enganar o robot e dar maior visibilidade a uma determinada página, colocando-a em melhores posições na página de resultados, ou ainda para influenciar a categoria à qual a página foi designada.
Um exemplo de Bomba do Google é o caso de vários registros de domínios e todos os links para o site principal com o mesmo texto "…uma legenda qualquer". Fazendo uma busca por "uma legenda qualquer" no Google irá retornar o site mais cotado no ranking, mesmo que a frase "…uma legenda qualquer…" não aparece no site principal. Este tipo de ocorrência é comum em weblogs, onde um link pode ser retirado da página principal rapidamente, mas os efeitos a curto prazo podem ter um efeito dramático na classificação do web site. A prática nos mostra que um grande número de websites fazem o sistema Google Bomb ser ativado. Em nosso caso, o mecanismo foi ativado com apenas um punhado de weblogs dedicados.
Contudo, o site foi qualificado. A influência de um punhado de links em blogs que fazem ativar o Google Bomb não vão prejudicar alguém como a Amazon.com nos ranking dos resultados de uma busca pelo termo "livros," por exemplo. Aliás, o Google Bomb apresentou um impacto relativo para termos "não competitivos" , onde não há uma página em particular que possa ser necessariamente a resposta correta.
A técnica foi discutida a primeira vez em 6 de Abril de 2001 num artigo escrito por Adam Mathes. Nesse artigo, ele cunhou o termo "Google bombing" e explicou como descobriu que o Google usava esta técnica para calcular o ranking de páginas. Achou como resposta em uma busca com o termo "internet rockstar" o website de en:Ben Brown (autor de weblogs) como o primeiro resultado, mesmo que o termo "internet rockstar" não estivesse presente nas páginas de Brown. Argumentou que os algoritmos do Google retornavam como primeiro resultado porque muitos sites de fãs tinham link´s para o site de Brown usando esta frase nas páginas citadas.
Mathes começou testando sua teoria configurando o website de seu amigo en:Andy Pressman para incrementar o ranking com o termo "talentless hack". Deu instruções para criar websites e links para o site de Pressman com o texto de link "talentless hack". Como outro webloggers suficientemente seguro participou-se em sua campanha de bombardeio do Google, sítio web do Pressman tornou-se o número um resulta numa procura de Google para o termo "talentless hack". (Em 2004, o site de Mathes's era o resultado número um no Google, usando o termo descrito.)
No entanto, a primeira nota sobre Google Bomb foi mencionada na imprensa popular ocorreu, de acordo com o Guinness World Records, talvez acidentalmente em 1999, quando operadores descobriram que o resultado da busca para o termo "more evil than Satan" (mais demoníaco do que o próprio Satanás) retornava como resposta a página inicial da Microsoft. Agora, retorna vários endereços com novos artigos de notícia da descoberta.
As bombas de Google freqüentemente acabam sua vida por demasiada popularidade ou conhecimento, atingindo assim menções em jornais e portais de prestígio na rede, abatendo naturalmente a bomba. Algumas vezes vemos comentários dizendo que não é necessário trabalhar para combater o bombardeio devido a essa auto-desmontagem, caso a situação descrita acima ocorra realmente.
Adicionalmente, a noção sobre o termo "Google bombs" pode ser melhor descrita como “o bombardeio de links,” dado que estas campanhas podem certamente ter um efeito em outros motores de busca também. Os principais motores de busca empregam a análise de links, e assim podem receber o impacto deste mecanismo. Assim, uma busca usando o termo "miserable failure" (falha miserável) em 1 de Junho de 2005 nos levou ao site oficial com a biografia de George W. Bush em primeiro lugar no Google, Yahoo! e MSN, e na segunda colocação no Ask Jeeves. Em 2 de Junho de 2005, Yooter reported reportou que George Bush tinha o primeiro lugar no ranking do Google e Yahoo usando o termo 'failure' (falha) bem como os termos 'miserable failure' (falha miserável). E em 16 de setembro de 2005, Marissa Mayer escreveu no Google Blog sobre a prática do Google bombing e o termo "failure" (falha). (Veja #Resposta da Google abaixo.) Outros grandes personagens da política também foram atingidas pelos Google bombs (reportagem Yooter (en)) em 6 de janeiro de 2006,tais como Tony Blair,que está agora indexado na versão Americana do Google com a palavra ['liar' (mentiroso).
A BBC em 2002 reporta  o Google bombs usando o título de "Google Hit By Link Bombers," reconhecendo o teor da idea sobre "link bombing." Em 2004, o site da Search Engine Watch disse que o termo deveira ser "link bombing" devido ao impacto sobre o Google continuar a usar termos como a maneira mais exato para buscas.
Não obstante, o termo "Google bombing" foi adicionado ao New Oxford American Dictionary em Maio de 2005.

## Como isto funciona
Uma Bomba do Google pode ser conseguida facilmente; este é um possível cenário:
1. O usuário escolhe uma palavra a ser procurada : "abacaxí".
2. O usuário escolhe o website como alvo : "http://exemplo.com/".
3. O usuário cria um link como este : "<a href="http://exemplo.com/">abacaxí</a>".
4. O usuário coloca este código no seu website, em sua assinatura em forums, em blogs, etc.
5. O usuário fala com outras pessoas sobre a bomba e pede para colocarem e fazerem uso dela em seus códigos.
6. O GoogleBot faz a indexação e classificação do resultado da busca: "http://google.com/search?q=abacaxí" tendo a página web da vítima entre os primeiros classificados.

## Competições no Google bombing
Em Maio de 2004, Dark Blue e SearchGuild.com se uniram para criar o que eles denominaram "SEO Challenge" (Desafio do SEO).
A competição lançou controvérsias na Internet, como alguns grupos preocuparam-se com o fato de algumas companhias que trabalham com Otimização para Sistemas de Busca (SEO) abusariam das técnicas usadas na competição para alterar os resultados a seu próprio favor. Este temor era compensado pela crença de que o Google alteraria sua base de algoritmos utilizadas nos métodos usado pelos bombardeadores do Google.
Em Setembro de 2004, um outro SEO contest foi criado. Desta vez, o objetivo era obter um resultado superior para a frase "seraphim proudleduck". Uma soma grande de dinheiro foi oferecida ao vencedor, mas a competição acabou por ser uma fraude.
Na .net magazine, Edição 134, Março de 2005, uma competição foi criada entre cinco empresários profissionais da área de desenvolvimento de web sites para fazerem seus sites aparecerem em primeiro lugar nos resultados da busca com a frase "crystalline incandescence". (leia o artigo original em inglês aqui.)

## Resposta do Google
O Google defende seus algoritmos afirmando que eles são, geralmente, muito efetivos e que os mesmos fornecem uma ótima e ampla referência sobre a internet. O Google afirma ainda, que apesar do fato de que alguém possa se sentir ofendido pelas páginas apresentadas por uma bomba, eles tem pouco ou nenhum controle sobre a prática. O Google reitera que não editará resultados, individualmente, por conta da ocorrência de uma bomba Google.
Apesar da afirmação, muitos resultados deixaram de funcionar, sendo impossível determinar se foram retirados manualmente ou o algoritmo foi modificado.